# Bahnstrecke Ulricehamn–Vartofta
| Bahnhof Ulricehamn |                             |                                            |                         |
| Streckennummer: | UWJ, später UJ              |                                            |                         |
| Streckenlänge: | 35 km                       |                                            |                         |
| Spurweite: | 891 mm (schwed. 3-Fuß-Spur) |                                            |                         |
| Maximale Neigung: | 15 ‰                        |                                            |                         |
| Minimaler Radius: | 300 m                       |                                            |                         |
| |                             |                                            |                         |
| \| \| \| Übergang zur Bahnstrecke Vartofta–Tidaholm \| (Normalspur) \| \| \| 0 \| Vartofta \| Vartofta \| \| \| \| Åsarp \| \| \| \| \| Trädet \| \| \| \| \| Blidsberg \| \| \| \| \| Dalum \| \| \| \| \| Timmele (bis 1917 Lena)[1] \| \| \| \| 35 \| Ulricehamn \| Ulricehamn \| |                             |                                            |                         |
| |                             | Übergang zur Bahnstrecke Vartofta–Tidaholm | (Normalspur)            |
| Kopfbahnhof Streckenanfang (Strecke außer Betrieb) | 0                           | Vartofta                                   | Vartofta                |
| Bahnhof (Strecke außer Betrieb) |                             | Åsarp                                      | Åsarp                   |
| Bahnhof (Strecke außer Betrieb) |                             | Trädet                                     | Trädet                  |
| Bahnhof (Strecke außer Betrieb) |                             | Blidsberg                                  | Blidsberg               |
| Bahnhof (Strecke außer Betrieb) |                             | Dalum                                      | Dalum                   |
| Bahnhof (Strecke außer Betrieb) |                             | Timmele (bis 1917 Lena)                    | Timmele (bis 1917 Lena) |
| Kopfbahnhof Streckenende (Strecke außer Betrieb) | 35                          | Ulricehamn                                 | Ulricehamn              |

Die Bahnstrecke Ulricehamn–Vartofta war eine schwedische Eisenbahnstrecke, die von der Ulricehamn–Vartofta Järnvägsaktiebolag (UWJ) in der Spurweite 891 mm (Schmalspur) geplant und gebaut wurde.

## Ulricehamn–Vartofta Järnvägsaktiebolag
Die ersten Planungen für die Bahnstrecke Ulricehamn–Vartofta fanden bereits 1866 statt. Die Konzession für die letztendlich 37 Kilometer lange Strecke wurde am 26. Januar 1872 erteilt. Noch im gleichen Jahr begannen die Bauarbeiten, die am Ende mit 843.868 Kronen einschließlich der Fahrzeuge abgerechnet wurden. Die reine Streckenlänge betrug 35 Kilometer, die Neben- und Ausweichgleise waren zwei Kilometer lang.
Die Strecke wurde in Teilabschnitten in Betrieb genommen. Zwischen Vartofta und Trådet fuhren die ersten Züge im November 1873. Im April 1874 erfolgte die provisorische Inbetriebnahme des Abschnittes Trädet–Blidsberg und die gesamte Strecke bis nach Ulricehamn konnte am 17. Juni 1874 befahren werden. Das offizielle Inbetriebnahmedatum war der 4. Dezember 1874. Für den Bau wurden zuerst Schienen mit einem Metergewicht von 11 kg verwendet, später nahm man Schienen mit einem Metergewicht von 14,1 kg.

## Fahrzeuge
Bereits für den Bau der Strecke wurden zwei Dampflokomotiven beschafft, eine weitere folgte zur Inbetriebnahme der Gesamtstrecke.
| Nummer | Name       | Bauart        | Achsfolge | Hersteller                                        | Fabr.-Nr./ Baujahr | Besonderes |
| ------ | ---------- | ------------- | --------- | ------------------------------------------------- | ------------------ | --- |
| 1      | STEN STURE | Satteltanklok | C ST      | Fletcher, Jennings & Co., Lowca Works, Whitehaven | 119 1873           | 1907 an Stenåsens kalkbrott in Stensdorp, 1919 an Falköping–Uddagårdens Järnväg, dort Nr. 1", 1956 an Ytong AB Hällabrottet, Närke, danach Museumsbahn Skara–Lundsbrunn |
| 2      | BOGESUND   | Satteltanklok | C ST      | Fletcher, Jennings & Co, Lowca Works, Whitehaven  | 120 1873           | 1907 an Ljungbyholm–Karlslunda Järnväg, dort Nr. 2, ausgemustert 1916                                                                                                   |
| 3      | PRINS CARL | Satteltanklok | C ST      | Fletcher, Jennings & Co, Lowca Works, Whitehaven  | 145 1874           | 1907 nach Ekedalen (vermutlich für Gestilrens kalkbrott), ausgemustert                                                                                                  |

Für den Fahrgastverkehr wurden drei zweiachsige Personenwagen und für den Güter- und Gepäcktransport 66 zweiachsige Güter- und Gepäckwagen beschafft.

## Ulricehamns Järnväg
Nach einer Umgestaltung des wirtschaftlichen Bereiches wurde am 11. August 1878 der Name der Betriebsgesellschaft in Ulricehamns Järnväg geändert, die dann als UJ firmierte. Durch die Zunahme des Verkehrs war die Beschaffung einer weiteren Dampflokomotive notwendig.
| Nummer | Name | Bauart    | Achsfolge | Hersteller              | Fabr.-Nr./ Baujahr | Besonderes |
| ------ | ---- | --------- | --------- | ----------------------- | ------------------ | --- |
| 4      |      | Tenderlok | C t       | Motala Verkstad, Motala | 273 1901           | 1907 an Ljungbyholm–Karlslunda Järnväg, dort Nr. 4, später Nr. 41; 1937 an Byvalla–Långshyttans Järnväg, dort Nr. 8; 1972 an Jädraås–Tallås Järnväg, dort Nr. 4 SIGBJÖRN |

Die Ulricehamns Järnväg wurde im Jahre 1903 für 710.000 Kronen an die Västra Centralbanan (VCJ) verkauft, die den Bau der Strecke Falköping–Ulricehamn–Landeryd plante. Zu diesem Zeitpunkt waren für den Personenverkehr ein vierachsiger und vier zweiachsige Personenwagen vorhanden. Die Zahl der Güterwagen war auf 53 zurückgegangen. Die VCJ plante, die Strecke in den Neubau der Bahnstrecke Landeryd–Falköping einzubeziehen und die vorhandene Strecke auf dem gleichen Planum auf Normalspur umzubauen. Aus diesem Grunde wurde der Zugbetrieb eingestellt. Der letzte Schmalspurzug fuhr am 20. August 1906 zwischen Ulricehamn und Åsarp, der letzte Zug zwischen Åsarp und Vartofta  am 16. Februar 1907.
Die Bahnstrecke Falköping–Landeryd wurde am  21. Dezember 1906 in Betrieb genommen. Den noch bis 1907 betriebenen Schmalspurabschnitt zwischen Åsarp und Vartofta übernahm nach dem Umbau auf Normalspur die Tidaholms Järnvägsaktiebolag (TJ) für 300.000 Kronen. Die TJ nahm den Betrieb dort am 28. Oktober 1907 wieder auf.